# Greg Oden
Gregory Wayne Oden Jr., znany także jako Greg Oden (ur. 22 stycznia 1988 w Buffalo) – amerykański koszykarz, występujący na pozycji środkowego.
W 2006 wystąpił w meczu gwiazd amerykańskich szkół średnich - McDonald’s All-American.
Oden studiował na Ohio State University, gdzie grał w drużynie uczelnianej Ohio State Buckeyes. W lidze NCAA spędził jednak tylko rok, zgłaszając się w 2007 roku do draftu NBA, w którym zgodnie z przewidywaniami został wybrany jako pierwszy (przez Portland Trail Blazers), wyprzedzając m.in. późniejszego trzykrotnego mistrza olimpijskiego i dwukrotnego mistrza NBA Kevina Duranta (został wybrany jako drugi).
We wrześniu 2007 roku poinformowano, że z powodu kontuzji prawego kolana opuści cały sezon 2007/08. W NBA zadebiutował 28 października 2008. W jego pierwszym meczu Trail Blazers przegrali z Los Angeles Lakers, a Oden już po 13 minutach opuścił parkiet z powodu urazu prawej stopy. W tym czasie oddał 4 niecelne rzuty z gry, zanotował 5 zbiórek oraz blok na Andrew Bynumie. Pierwsze punkty w karierze (trzy) zdobył 12 listopada w wygranym meczu z Miami Heat. W sezonie 2008/09 wystąpił w sumie w 61 meczach, w tym 39 w wyjściowej piątce, notował średnio 8,9 punktów oraz 7 zbiórek na mecz. Podczas drugiego sezonu (5 grudnia 2009) doznał groźnej kontuzji lewego kolana, która wykluczyła go z gry do końca rozgrywek. Przed kontuzją zdążył zagrać 20 meczów, notując średnio 11,7 punktu oraz 8,8 zbiórki na mecz. Przewlekłe kontuzje i operacje kolan wyeliminowały go także z następnych dwóch sezonów (2010/11 i 2011/12). W marcu 2012 roku, po rozegraniu w sumie 82 z 371 meczów sezonu regularnego, został ostatecznie zwolniony.
Do NBA wrócił przed sezonem 2013/2014, gdy podpisał roczny kontrakt z Miami Heat, gdzie rozegrał 26 meczów, w tym dwa (w sumie 3 minuty) przeciwko San Antonio Spurs w finale NBA. W sezonie 2014-15 nie znalazł zatrudnienia w NBA.
Sezon 2015-16 rozegrał w zespole Jiangsu Dragons występującym w CBA. W październiku 2016 ogłosił zakończenie kariery koszykarskiej.
W sierpniu 2014 roku został aresztowany pod zarzutem pobicia byłej partnerki.

## Osiągnięcia
Na podstawie, o ile nie zaznaczono inaczej.
NCAA
- Wicemistrz NCAA (2007)
- Mistrz:
  - turnieju konferencji Big 10 (2007)
  - sezonu regularnego Big 10 (2007)
- Obrońca roku:
  - NCAA według NABC (2007)[7]
  - Big 10 (2007)[8]
- Najlepszy pierwszoroczny zawodnik Big Ten (2007)[9]
- Most Outstanding Player (MOP=MVP) turnieju Big Ten (2007)
- Laureat Pete Newell Big Man Award (2007)[10]
- Zaliczony do:
  - I składu:
    - Big Ten (2007)
    - turnieju:
      - Big Ten (2007)
      - NCAA Final Four (2007 przez Associated Press)[11]

    - defensywnego Big Ten (2007)
    - najlepszych pierwszorocznych zawodników Big 10 (2007)

  - II składu All-American (2007)

NBA
- Wicemistrz NBA (2014)